# Engelschoff
Engelschoff település Németországban, azon belül Alsó-Szászország tartományban. Lakosainak száma 774 fő (2023. december 31.).

## Népesség
A település népességének változása:
| Lakosok száma | 768  | 761  | 750  | 756  | 758  | 774  |
|               | 2016 | 2017 | 2019 | 2021 | 2022 | 2023 |